# Вінтерсет (Айова)
Вінтерсет (англ. Winterset) — місто (англ. city) в США, в окрузі Медісон штату Айова. Населення — 5353 особи (2020).

## Географія
Вінтерсет розташований за координатами 41°20′59″ пн. ш. 94°1′5″ зх. д. / 41.34972° пн. ш. 94.01806° зх. д. (41.349722, -94.018177).  За даними Бюро перепису населення США в 2010 році місто мало площу 12,21 км², з яких 11,85 км² — суходіл та 0,36 км² — водойми.

### Клімат
| Клімат : Вінтерсет    | Клімат : Вінтерсет | Клімат : Вінтерсет | Клімат : Вінтерсет | Клімат : Вінтерсет | Клімат : Вінтерсет | Клімат : Вінтерсет | Клімат : Вінтерсет | Клімат : Вінтерсет | Клімат : Вінтерсет | Клімат : Вінтерсет | Клімат : Вінтерсет | Клімат : Вінтерсет | Клімат : Вінтерсет |
| Показник              | Січ.               | Лют.               | Бер.               | Квіт.              | Трав.              | Черв.              | Лип.               | Серп.              | Вер.               | Жовт.              | Лист.              | Груд.              | Рік                |
| Середній максимум, °C | −0,7               | 1,8                | 8,7                | 16,9               | 22,8               | 27,6               | 30,4               | 29,3               | 24,9               | 18,6               | 9,3                | 1,7                | 15,9               |
| Середній мінімум, °C  | −11,2              | −9,2               | −3,2               | 3,6                | 9,8                | 15,1               | 17,5               | 16,3               | 11,7               | 5,5                | −1,9               | −8,2               | 3,8                |
| Норма опадів, мм      | 25                 | 28                 | 48                 | 81                 | 107                | 119                | 91                 | 99                 | 97                 | 61                 | 46                 | 28                 | 826                |
| --------------------- | ------------------ | ------------------ | ------------------ | ------------------ | ------------------ | ------------------ | ------------------ | ------------------ | ------------------ | ------------------ | ------------------ | ------------------ | ------------------ |
| Джерело: Weatherbase  |                    |                    |                    |                    |                    |                    |                    |                    |                    |                    |                    |                    |                    |

## Демографія
Згідно з переписом 2010 року, у місті мешкало 5190 осіб у 2062 домогосподарствах у складі 1336 родин. Густота населення становила 425 осіб/км².  Було 2267 помешкань (186/км²).
Расовий склад населення:
| - 98,1 % — білих - 0,4 % — азіатів - 0,2 % — корінних американців - 0,2 % — чорних або афроамериканців |

До двох чи більше рас належало 0,7 %. Частка іспаномовних становила 2,0 % від усіх жителів.
За віковим діапазоном населення розподілялося таким чином: 26,8 % — особи молодші 18 років, 54,6 % — особи у віці 18—64 років, 18,6 % — особи у віці 65 років та старші. Медіана віку мешканця становила 38,4 року. На 100 осіб жіночої статі у місті припадало 87,2 чоловіків;  на 100 жінок у віці від 18 років та старших — 81,2 чоловіків також старших 18 років.
Середній дохід на одне домашнє господарство  становив 53 533 долари США (медіана — 41 289), а середній дохід на одну сім'ю — 64 221 долар (медіана — 50 852). Медіана доходів становила 43 913 долари для чоловіків та 40 464 долари для жінок. За межею бідності перебувало 11,3 % осіб, у тому числі 5,0 % дітей у віці до 18 років та 18,7 % осіб у віці 65 років та старших.
Цивільне працевлаштоване населення становило 2175 осіб. Основні галузі зайнятості: освіта, охорона здоров'я та соціальна допомога — 28,8 %, мистецтво, розваги та відпочинок — 14,6 %, роздрібна торгівля — 14,1 %.

## Відомі люди
- Джон Вейн (1907 — 1979) — американський актор.